# Akiko Wakabayashi

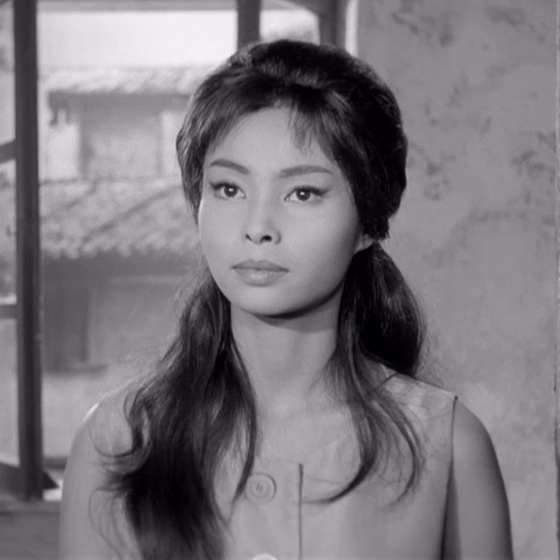
Akiko Wakabayashi

Akiko Wakabayashi (anhörenⓘjapanisch 若林映子 Wakabayashi Akiko; * 26. August 1941 in Tokio) ist eine japanische Schauspielerin, die international vor allem durch ihre Rolle der Aki im James-Bond-Film Man lebt nur zweimal bekannt wurde. Darüber hinaus drehte sie viele Filme in ihrer Heimat Japan, wobei vor allem die Monster-Filme der Tōhō-Studios wie etwa X 3000 – Fantome gegen Gangster und Ghidrah – The Three-Headed Monster zu nennen sind.

## Karriere
Im Alter von 15 Jahren sprach Akiko beim vielfach ausgezeichneten Regisseur Akira Kurosawa für ihre erste Filmrolle vor, konnte sich jedoch nicht durchsetzen. Dennoch von ihrem Talent überzeugt, schickte Kurosawa sie zu weiteren Probeaufnahmen, und sie unterschrieb schließlich einen Langzeitvertrag mit den japanischen Toho-Studios.
Ihren Karrierehöhepunkt stellte ihre Verpflichtung für den James-Bond-Film Man lebt nur zweimal dar – zu diesem Zeitpunkt hatte sie bereits an über 60 Filmen und Fernsehdramen mitgewirkt. Sie ist für zweierlei Änderungen am Bond-Drehbuch verantwortlich. Zum einen bot sie für ihre Rolle ihren eigenen Spitznamen Aki an, und zum anderen setzte sie einen Rollentausch mit ihrer Schauspielkollegin Mie Hama durch. Nachdem Wakabayashi durch James Bond bekannt geworden war, machte sie nur noch einen weiteren Film, bevor sie von der Leinwand verschwand.

## Filmografie
- 1958: Song for a Bride
- 1959: Viele Gesichter hat die Liebe
- 1959: Yajû shisubeshi
- 1959: Dangerous Playing with Fire
- 1960: Shin santô jûyaku: Ataru mo hakke no maki
- 1961: Akiko
- 1961: Bis zum Ende aller Tage (Regie: Franz Peter Wirth) mit Hanns Lothar und Helmut Griem
- 1961: Bandits on the Wind
- 1961: Ganba
- 1962: Love of Frozen Lake
- 1962: Scarlet Sky
- 1962: Die Rückkehr des King Kong
- 1962: Weed of Crime
- 1962: Gekkyū dorobo
- 1963: Sensation Seekers
- 1963: Interpol Code 8
- 1963: Walleyed Nippon
- 1963: Der Löwe des Gelben Meeres
- 1964: Good Morning, My Baby
- 1964: X 3000 – Fantome gegen Gangster
- 1964: Kokusai himitsu keisatsu: hiba no maki
- 1964: Frankensteins Monster im Kampf gegen Ghidorah
- 1965: Ultra Q (TV-Serie)
- 1965: Key of Keys
- 1966: The Stranger Within a Woman
- 1966: Adventure in Kigan Castle
- 1966: It Started in the Alps
- 1966: What’s Up, Tiger Lily?
- 1967: James Bond 007 – Man lebt nur zweimal (You Only Live Twice)
- 1968: Diamonds of the Andes